# Marclopt
Marclopt település Franciaországban, Loire megyében. Lakosainak száma 550 fő (2022. január 1.). Marclopt Chalain-le-Comtal, Magneux-Haute-Rive, Montrond-les-Bains, Saint-André-le-Puy, Saint-Cyr-les-Vignes és Saint-Laurent-la-Conche községekkel határos.

## Népesség
A település népességének változása:
| Lakosok száma | 184  | 258  | 288  | 475  | 503  | 505  | 503  | 530  | 543  | 550  |
|               | 1968 | 1982 | 1990 | 2006 | 2013 | 2015 | 2017 | 2019 | 2020 | 2022 |